# Davide Ballardini
Davide Ballardini (Ravenna, 6 gennaio 1964) è un allenatore di calcio ed ex calciatore italiano, di ruolo centrocampista.

## Caratteristiche tecniche
Di ispirazione sacchiana, utilizza prevalentemente moduli con una difesa a 3 o il 4-3-1-2.

## Carriera

### Giocatore
Centrocampista centrale, è stato al Cesena per 7 anni, società che all'epoca aveva Arrigo Sacchi allenatore della squadra Primavera ed Osvaldo Bagnoli tecnico in prima squadra, due personaggi che lo influenzeranno nella sua futura carriera da allenatore.

### Allenatore

#### Gli inizi: Sambenedettese, Cagliari e Pescara
Inizia ad allenare le giovanili del Bologna, vincendo il titolo coi Giovanissimi Nazionali, poi passa a quelle del Cesena, Allievi nazionali e Primavera, dal 1993 al 1996. Passa alle giovanili del Ravenna (1996-1999) in seguito allena al vivaio del Milan (1999-2002). Dal 2002 al 2004 allena le giovanili del Parma.
Il 1º settembre 2004 inizia la sua avventura di allenatore tra i professionisti in Serie C1, alla Sambenedettese, con cui è eliminato in semifinale play-off dal Napoli di Edy Reja perdendo 3-1.
Alla 3ª del campionato 2005-2006 è ingaggiato dal Cagliari; è esonerato dopo 9 gare conquistando 5 punti e penultimo posto in classifica, a un punto di distanza dall'ultimo, senza aver mai vinto una gara.
Il 1º luglio 2006 diventa allenatore del Pescara, che milita in Serie B, ma già a ottobre è esonerato dopo l'inizio di campionato in sordina nel quale colleziona 2 pari e 4 sconfitte. Sulla panchina pescarese ottiene una sola vittoria in Coppa Italia al 1º turno col Pavia, venendo poi eliminato dalla competizione al 2º turno perdendo in casa 0-3 con l'Atalanta.

#### Ritorno al Cagliari
Nella stagione 2007-2008 è ingaggiato di nuovo dal Cagliari, subentrando dal 27 dicembre 2007 all'esonerato Nedo Sonetti con l'obiettivo di salvare la squadra ultima in classifica.
All'esordio perde in casa 0-1 con l'Udinese poi perde ancora contro la Reggina per 2-0 e chiude il girone d'andata con soli 10 punti all'ultimo posto in classifica. Le vittorie contro Napoli (2-1 alla prima giornata di ritorno), Lazio (1-0), Genoa (2-1), Torino (3-0), Atalanta (1-0), Livorno (2-1), Empoli (2-0), Fiorentina (2-1), Udinese (0-2), e i pari con Juventus, Parma, Roma, Sampdoria e Reggina (quelli con Juve e Sampdoria in trasferta) consentono ai rossoblù di ottenere la bellezza di 32 punti e di salvarsi al 14º posto (la salvezza matematica è arrivata con una giornata d'anticipo). A fine stagione lascia la panchina del Cagliari.

#### Palermo
Il 4 settembre 2008, Maurizio Zamparini lo chiama in panchina al Palermo per sostituire l'esonerato Stefano Colantuono alla 2ª di campionato.
L'esordio avviene 9 giorni dopo, il 13 settembre in Palermo-Roma 3-1. Il 5 ottobre vince a Torino con la Juventus 1-2, gara che ha convinto il presidente Zamparini a rinnovargli il contratto fino al 2011. Prosegue la stagione a Palermo con risultati altalenanti (risultati positivi e bel gioco in casa con ben 43 punti fatti, meno positivi in trasferta, con poche vittorie esterne e solo 14 punti); la squadra ottenne il record di 17 vittorie in campionato e si classificò all'8º posto con 57 punti. Tra i risultati positivi si registrano la vittoria per 3-1 sul Milan e quella per 0-2 in trasferta sul campo della Fiorentina e un pareggio per 2-2 al Meazza contro l'Inter campione d'Italia recuperando 2 goal di svantaggio. Tuttavia si registra la disfatta interna nel derby siciliano per 0-4 contro il Catania. Quest'ultima è la prima sconfitta in casa del Palermo dopo 40 anni e la prima con 4 gol di scarto.
A maggio 2009 escono notizie sul suo possibile addio a Palermo, sensazione confermata dal presidente Zamparini in conferenza stampa il 30 maggio, dove specifica, rammaricato e dispiaciuto, che la volontà di andar via è dell'allenatore, dichiarando che Ballardini può considerarsi libero da ogni vincolo contrattuale, accettando le dimissioni verbali. Il 5 giugno 2009 è ufficialmente sostituito da Walter Zenga; il 12 giugno ha dichiarato d'aver risolto il contratto.

#### Lazio
Il 16 giugno 2009 è presentato presso la sala stampa del centro sportivo di Formello come nuovo tecnico della Lazio.
L'8 agosto 2009 conquista il suo 1º titolo da allenatore, ovvero la Supercoppa italiana, allo stadio Bird's Nest di Pechino contro i campioni d'Italia dell'Inter, sconfitti 2-1.
Nella 1ª parte di campionato conquista 13 punti in 15 gare ed è messo seriamente in discussione dall'intero ambiente biancoceleste. La situazione migliora dalla gara di Napoli, pareggiata per 0-0, dove propone una difesa a 5 (3 centrali guidati da Guglielmo Stendardo con 2 esterni) che in fase offensiva permette ai terzini Stephan Lichtsteiner e Aleksandar Kolarov di avanzare contemporaneamente. Nonostante alcuni progressi, la Lazio continua a trovarsi nella parte bassa della classifica ed eliminata dall'Europa League, con Ballardini a rischio esonero. Tra l'altro non giovano al tecnico ravennate le esclusioni di Goran Pandev e Cristian Ledesma, messi fuori rosa per volere della società.
Il 10 febbraio 2010, dopo 3 giorni dall'ennesima sconfitta subita in casa, stavolta per mano del Catania, viene esonerato e sostituito dal friulano Edoardo Reja. La squadra è al terzultimo posto e in piena zona retrocessione. Il suo bilancio in campionato con la Lazio è di 4 vittorie, 10 pareggi e 9 sconfitte, per un totale di 22 punti in 23 gare.

#### Genoa
L'8 novembre 2010 è chiamato al Genoa, subentrando all'esonerato Gian Piero Gasperini; arrivano il vice Carlo Regno, il collaboratore tecnico Stefano Melandri. Il 10 novembre debutta sulla panchina rossoblu in Genoa-Bologna 1-0, 11ª di campionato. Dopo 5 giornate porta 10 punti al Genoa. Vince entrambi i derby di Genova (0-1, 2-1), arriva 10º in campionato a quota 51 punti di cui 40 fatti dal suo subentro in 28 partite (media 1,42 punti/gara) ma a fine stagione non viene confermato.

#### Secondo ritorno al Cagliari

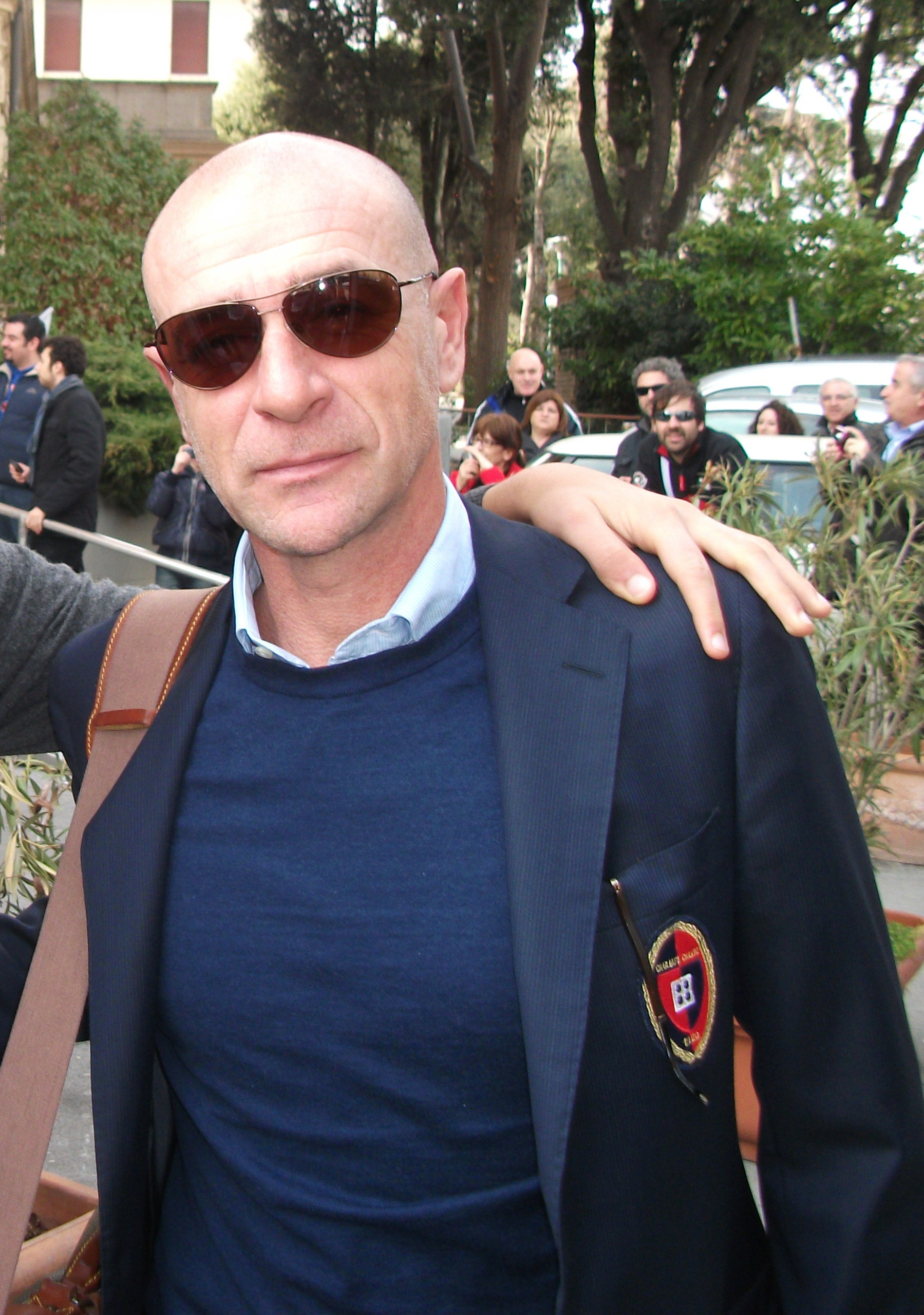
Davide Ballardini nel 2012.

Il 9 novembre 2011 torna nuovamente al Cagliari subentrando dopo 11 gare all'esonerato Massimo Ficcadenti. Porta lo staff composto da Carlo Regno, Stefano Melandri, Nico Facciolo e Andrea Rinaldi. Ha firmato il contratto biennale a 800.000 euro nel 2011-2012, un milione nella stagione successiva.
Effettua il suo 3º debutto sulla panchina del Cagliari con sconfitta esterna 2-1 con l'Inter; alla sua 2ª gara ottiene l'1-1 col Bologna; registra la sua 1ª vittoria col Catania (0-1).
L'11 marzo 2012 è licenziato insieme a tutto il suo staff nonostante i 18 punti ottenuti nella sua gestione, e il suo posto viene preso nuovamente da Ficcadenti. Contrariamente all'uso, non viene esonerato bensì licenziato per giusta causa; questa soluzione comporta che la società non sia più tenuta a pagare gli stipendi. Il presidente dell'Associazione Italiana Allenatori Renzo Ulivieri contesta il licenziamento come contrario al diritto sportivo ed invita Ballardini a rivolgersi al giudice del lavoro per valutarne la legittimità nel caso concreto secondo il diritto ordinario del lavoro. Cinque anni dopo (esattamente nel febbraio 2017) viene stabilito che il licenziamento è stato illegittimo e allora il Cagliari deve risarcire l'allenatore ravennate.

#### Ritorno al Genoa
Il 21 gennaio 2013 è richiamato al Genoa, subentrando questa volta all'esonerato Luigi Delneri. Il 26 gennaio debutta per la seconda volta in carriera sulla panchina genoana pareggiando per 1-1 a Torino con la Juventus; ottiene la prima vittoria in Genoa-Lazio 3-2. Dopo un percorso travagliato in cui il Genoa era andato a ritrovarsi in zona retrocessione, ottiene la salvezza con una gara d'anticipo a seguito di uno 0-0 in casa contro l'Inter. Ottiene quindi 21 punti in 17 partite (media 1,23) frutto di 4 vittorie, 9 pareggi e 4 sconfitte. Il 7 giugno è rimpiazzato da Fabio Liverani.
Il 30 giugno riceve il premio "Cartellino Viola" per il gesto di fair play mostrato in Roma-Genoa il 4 marzo, quando era stato espulso per essere entrato in campo e aver fermato il gioco per permettere i soccorsi al giallorosso Pablo Daniel Osvaldo, rimasto a terra.

#### Bologna
L'8 gennaio 2014 diviene allenatore del Bologna in sostituzione dell'esonerato Stefano Pioli, firmando il contratto fino al 30 giugno dello stesso anno. Alla 37ª giornata, perdendo 2-1 in casa col Catania, la squadra bolognese retrocede in Serie B. Al termine della stagione viene licenziato e viene sostituito da Diego López. Nella sua permanenza a Bologna ha totalizzato solo 14 punti e ha vinto solo due volte in 20 partite.

#### Ritorno al Palermo
Il 10 novembre 2015 Zamparini lo richiama in panchina al Palermo per sostituire l'esonerato Giuseppe Iachini, all'indomani della vittoria per 1-0 sul Chievo. Il 6 gennaio 2016, in seguito alla sconfitta casalinga per 1-3 contro la Fiorentina, a causa dei 4 punti totalizzati in 6 partite di campionato e dell'eliminazione dalla Coppa Italia per mano dell'Alessandria, squadra di Lega Pro, viene esonerato e sostituito dal suo predecessore Giuseppe Iachini, salvo venire richiamato poche ore dopo dal presidente Zamparini a causa di un battibecco avuto con lo stesso Iachini riguardo al mercato della società.
L'11 gennaio viene esonerato dopo la vittoria per 0-1 ottenuta contro il fanalino di coda Hellas Verona. Determinante ai fini del suo allontanamento, alcuni gravi screzi avuti prima e dopo la partita con il portiere e capitano Stefano Sorrentino, che in seguito querelerà. Durante la sua seconda avventura sulla panchina dei rosanero ha totalizzato 2 vittorie, 1 pareggio e 5 sconfitte tra campionato e coppa. Viene sostituito da Fabio Viviani. Il 12 aprile subentra nuovamente alla guida della squadra rosanero prendendo il posto di Walter Novellino. Ritrova la squadra al terzultimo posto con 28 punti insieme al Carpi, ma sotto la squadra emiliana per differenza reti (gli scontri diretti tra le 2 compagini erano pari in quanto a Palermo le squadre hanno pareggiato per 2-2, mentre a Carpi per 1-1). Il 17 aprile, con la sconfitta per 4-0 sul campo della Juventus, la squadra scivola al penultimo posto in classifica venendo scavalcata dal Frosinone (vittorioso per 2-1 sul campo del Verona) e allontanandosi dal quartultimo posto, in virtù della vittoria del Carpi sul Genoa per 4-1. Tuttavia, il 15 maggio raggiunge la salvezza, dopo aver totalizzato 11 punti nelle ultime 5 giornate di campionato.
Il 2 settembre, dopo due giornate dall'inizio del campionato (una sconfitta con il Sassuolo e un pareggio con l'Inter), non condividendo le scelte di mercato della società, rassegna le dimissioni.

#### Terza esperienza al Genoa
Il 6 novembre 2017 sottoscrive un accordo fino al 30 giugno 2018 con il Genoa, tornando così ad allenare la squadra rossoblu per la terza volta, subentrando questa volta all’esonerato Ivan Jurić. Il 19 novembre, al suo terzo esordio genoano, vince in trasferta contro il Crotone per 1-0. Dopo il pareggio in casa contro la Roma, vince di nuovo col Crotone agli ottavi di Coppa Italia (1-0) e a Verona contro l'Hellas facendo uscire il Grifone dal periodo nero della gestione Jurić. La prima sconfitta arriva in casa il 12 dicembre con l'Atalanta (1-2). Nonostante quella sconfitta la squadra genovese riuscì a rialzarsi andando anche a battere dirette concorrenti per la salvezza (dopo l'Hellas) come Benevento, Sassuolo e Chievo (battute tutte per 1-0, il Chievo in trasferta e le altre in casa), oltre ad avere battuto avversari prestigiosi come la Lazio in trasferta per 2-1 e l'Inter per 2-0 a Marassi. Dopo una flessione nel mese di marzo con 4 partite senza vincere, in aprile la squadra risale la china vincendo contro il Cagliari (2-1), pareggiando il Derby contro la Sampdoria (0-0) e battendo 1-0 il Crotone e 3-1 l'Hellas Verona; con quest'ultima vittoria il Grifone raggiunge quota 41 punti portandosi a +12 dal terz'ultimo posto (occupato dalla SPAL con 29 punti) e salvando la squadra con quattro giornate d'anticipo; sono 31 i punti raccolti in 26 incontri (media 1,34).

Il 9 ottobre 2018, dopo la sconfitta casalinga contro il Parma (1-3), viene esonerato e viene richiamato Ivan Jurić nonostante la squadra fosse a tre punti dalla zona Champions e con una partita in meno ancora da recuperare (12 punti in 7 gare, media punti di 1,75 punti a partita).

#### Quarta esperienza al Genoa
Il 21 dicembre 2020, a seguito dell'esonero di Rolando Maran, torna a ricoprire, per la quarta volta nel giro di un decennio, la carica di allenatore del Genoa, che si trovava in quel momento al penultimo posto in classifica con 7 punti. Due giorni dopo, al debutto, batte lo Spezia per 1-2. Il 6 febbraio 2021 batte per 2-1 il Napoli, portando così i rossoblù, con 17 punti in 7 giornate, ad essere la seconda squadra con più punti dal suo arrivo e ad allontanarsi vistosamente dalla zona retrocessione. Nelle 15 gare successive raccoglie 15 punti, portando il Genoa alla salvezza anticipata con il successo esterno per 0-2 con il Bologna, nella gara valida per la terz'ultima giornata di campionato. Termina quindi il campionato all'undicesimo posto con 42 punti, avendo messo insieme 35 punti in 25 partite (media di 1,4), frutto di 9 vittorie, 8 pareggi e 8 sconfitte. Il 5 giugno il presidente Enrico Preziosi lo conferma sulla panchina del grifone.
Tuttavia nell'annata successiva il Genoa vive un inizio di stagione difficile con 9 punti in 12 partite (di cui solo una vinta), e per questo motivo Ballardini viene esonerato il 6 novembre 2021, con la squadra al quartultimo posto.

#### Cremonese e Sassuolo
Il 15 gennaio 2023, Ballardini viene nominato nuovo tecnico della Cremonese, in quel momento ultima in Serie A con sette punti dopo 18 partite, in sostituzione dell'esonerato Massimiliano Alvini; firma quindi con il club lombardo un contratto valido fino al giugno del 2024. Due giorni dopo, al suo debutto sulla panchina, elimina il Napoli, futuro vincitore in campionato, negli ottavi di Coppa Italia, prevalendo ai rigori dopo il 2-2 dei tempi regolamentari. Si ripete il 1º febbraio, quando all'Olimpico elimina la Roma con il punteggio di 1-2, riportando i grigiorossi in semifinale di coppa dopo 36 anni; successivamente, la Cremonese verrà a sua volta eliminata dalla Fiorentina. Il 28 febbraio seguente, l'allenatore porta la Cremonese alla sua prima vittoria in campionato, ancora ai danni della Roma, sconfitta per 2-1. Tuttavia, mettendo insieme 20 punti in altrettante partite, non riesce nell'impresa di salvare la squadra lombarda, che termina il campionato al penultimo posto e retrocede in Serie B dopo un solo anno.
Nonostante la retrocessione in cadetteria, il 13 giugno 2023 Ballardini prolunga il suo contratto con la Cremonese fino al 30 giugno 2025. Tuttavia il 18 settembre seguente viene esonerato dopo aver collezionato 6 punti in 5 giornate, venendo sostituito da Giovanni Stroppa. Il 1º marzo 2024 risolve il contratto con la società lombarda.
Poche ore dopo la risoluzione con la società grigiorossa, viene nominato nuovo allenatore del Sassuolo, subentrando al tecnico ad interim Bigica con la squadra terzultima con 20 punti. Il 3 marzo al debutto perde lo scontro diretto con l’Hellas Verona per 1-0 scivolando al penultimo posto mentre la prima vittoria arriva sei giorni più tardi contro il Frosinone per 1-0. Tuttavia non riuscirà a risollevare la squadra neroverde che retrocederà in Serie B dopo 11 anni trascorsi in massima serie; termina il campionato al penultimo posto con 30 punti di cui 10 raccolti nelle 12 partite della sua gestione.

## Statistiche

### Statistiche da allenatore
Statistiche aggiornate al 9 marzo 2024. In grassetto le competizioni vinte.
| Stagione            | Squadra          | Campionato       | Campionato | Campionato | Campionato | Campionato | Coppe nazionali | Coppe nazionali | Coppe nazionali | Coppe nazionali | Coppe nazionali | Coppe continentali | Coppe continentali | Coppe continentali | Coppe continentali | Coppe continentali | Altre coppe | Altre coppe | Altre coppe | Altre coppe | Altre coppe | Totale | Totale | Totale | Totale | % Vittorie | Piazzamento            |
| Stagione            | Squadra          | Comp             | G          | V          | N          | P          | Comp            | G               | V               | N               | P               | Comp               | G                  | V                  | N                  | P                  | Comp        | G           | V           | N           | P           | G      | V      | N      | P      | %          | Piazzamento            |
| ------------------- | ---------------- | ---------------- | ---------- | ---------- | ---------- | ---------- | --------------- | --------------- | --------------- | --------------- | --------------- | ------------------ | ------------------ | ------------------ | ------------------ | ------------------ | ----------- | ----------- | ----------- | ----------- | ----------- | ------ | ------ | ------ | ------ | ---------- | ---------------------- |
| 2004-2005           | Sambenedettese   | C1               | 34+2       | 14         | 12+1       | 8+1        | CI-C            | 4               | 0               | 1               | 3               | -                  | -                  | -                  | -                  | -                  | -           | -           | -           | -           | -           | 40     | 14     | 14     | 12     | 35,00      | 4º                     |
| set.-nov. 2005      | Cagliari         | A                | 9          | 0          | 4          | 5          | CI              | 0               | 0               | 0               | 0               | -                  | -                  | -                  | -                  | -                  | -           | -           | -           | -           | -           | 9      | 0      | 4      | 5      | &0,00      | Sub., Eson.            |
| lug.-ott. 2006      | Pescara          | B                | 6          | 0          | 2          | 4          | CI              | 2               | 1               | 0               | 1               | -                  | -                  | -                  | -                  | -                  | -           | -           | -           | -           | -           | 8      | 1      | 2      | 5      | 12,50      | Eson.                  |
| gen.-giu. 2008      | Cagliari         | A                | 21         | 9          | 5          | 7          | CI              | 1               | 0               | 0               | 1               | -                  | -                  | -                  | -                  | -                  | -           | -           | -           | -           | -           | 22     | 9      | 5      | 8      | 40,91      | Sub., 14º              |
| set. 2008-2009      | Palermo          | A                | 37         | 17         | 6          | 14         | CI              | 0               | 0               | 0               | 0               | -                  | -                  | -                  | -                  | -                  | -           | -           | -           | -           | -           | 37     | 17     | 6      | 14     | 45,95      | Sub., 8º               |
| 2009-feb. 2010      | Lazio            | A                | 23         | 4          | 10         | 9          | CI              | 2               | 1               | 0               | 1               | UEL                | 8                  | 3                  | 0                  | 5                  | SI          | 1           | 1           | 0           | 0           | 34     | 9      | 10     | 15     | 26,47      | Eson.                  |
| nov. 2010-2011      | Genoa            | A                | 28         | 11         | 7          | 10         | CI              | 2               | 1               | 0               | 1               | -                  | -                  | -                  | -                  | -                  | -           | -           | -           | -           | -           | 30     | 12     | 7      | 11     | 40,00      | Sub., 10º              |
| nov. 2011-mar. 2012 | Cagliari         | A                | 17         | 4          | 6          | 7          | CI              | 1               | 0               | 0               | 1               | -                  | -                  | -                  | -                  | -                  | -           | -           | -           | -           | -           | 18     | 4      | 6      | 8      | 22,22      | Sub., Eson.            |
| Totale Cagliari     | Totale Cagliari  | Totale Cagliari  | 47         | 13         | 15         | 19         |                 | 2               | 1               | 0               | 1               |                    | -                  | -                  | -                  | -                  |             | -           | -           | -           | -           | 49     | 14     | 15     | 20     | 28,57      |                        |
| gen.-giu. 2013      | Genoa            | A                | 17         | 4          | 9          | 4          | CI              | 0               | 0               | 0               | 0               | -                  | -                  | -                  | -                  | -                  | -           | -           | -           | -           | -           | 17     | 4      | 9      | 4      | 23,53      | Sub., 17º              |
| gen.-giu. 2014      | Bologna          | A                | 20         | 2          | 8          | 10         | CI              | 0               | 0               | 0               | 0               | -                  | -                  | -                  | -                  | -                  | -           | -           | -           | -           | -           | 20     | 2      | 8      | 10     | 10,00      | Sub., 19º (retr.)      |
| nov. 2015-2016      | Palermo          | A                | 13         | 5          | 3          | 5          | CI              | 1               | 0               | 0               | 1               | -                  | -                  | -                  | -                  | -                  | -           | -           | -           | -           | -           | 14     | 5      | 3      | 6      | 35,71      | Sub., Eson., Sub., 16º |
| ago. 2016           | Palermo          | A                | 2          | 0          | 1          | 1          | CI              | 1               | 1               | 0               | 0               | -                  | -                  | -                  | -                  | -                  | -           | -           | -           | -           | -           | 3      | 1      | 1      | 1      | 33,33      | Dimiss.                |
| Totale Palermo      | Totale Palermo   | Totale Palermo   | 52         | 22         | 10         | 20         |                 | 2               | 1               | 0               | 1               |                    | -                  | -                  | -                  | -                  | -           | -           | -           | -           | -           | 54     | 23     | 10     | 21     | 42,59      |                        |
| nov. 2017-2018      | Genoa            | A                | 26         | 10         | 5          | 11         | CI              | 2               | 1               | 0               | 1               | -                  | -                  | -                  | -                  | -                  | -           | -           | -           | -           | -           | 28     | 11     | 5      | 12     | 39,29      | Sub., 12º              |
| lug.-ott. 2018      | Genoa            | A                | 7          | 4          | 0          | 3          | CI              | 1               | 1               | 0               | 0               | -                  | -                  | -                  | -                  | -                  | -           | -           | -           | -           | -           | 8      | 5      | 0      | 3      | 62,50      | Eson.                  |
| dic. 2020-2021      | Genoa            | A                | 25         | 9          | 8          | 8          | CI              | 1               | 0               | 0               | 1               | -                  | -                  | -                  | -                  | -                  | -           | -           | -           | -           | -           | 26     | 9      | 8      | 9      | 34,62      | Sub., 11º              |
| lug.-nov. 2021      | Genoa            | A                | 12         | 1          | 6          | 5          | CI              | 1               | 1               | 0               | 0               | -                  | -                  | -                  | -                  | -                  | -           | -           | -           | -           | -           | 13     | 2      | 6      | 5      | 15,38      | Eson.                  |
| Totale Genoa        | Totale Genoa     | Totale Genoa     | 115        | 39         | 35         | 41         |                 | 7               | 4               | 0               | 3               |                    | -                  | -                  | -                  | -                  |             | -           | -           | -           | -           | 122    | 43     | 35     | 44     | 35,25      |                        |
| gen.-giu. 2023      | Cremonese        | A                | 20         | 5          | 5          | 10         | CI              | 4               | 1               | 2               | 1               | -                  | -                  | -                  | -                  | -                  | -           | -           | -           | -           | -           | 24     | 6      | 7      | 11     | 25,00      | Sub., 19º (retr.)      |
| ago.-set. 2023      | Cremonese        | B                | 5          | 1          | 3          | 1          | CI              | 1               | 1               | 0               | 0               | -                  | -                  | -                  | -                  | -                  | -           | -           | -           | -           | -           | 6      | 2      | 3      | 1      | 33,33      | Eson.                  |
| Totale Cremonese    | Totale Cremonese | Totale Cremonese | 25         | 6          | 8          | 11         |                 | 5               | 2               | 2               | 1               |                    | -                  | -                  | -                  | -                  |             | -           | -           | -           | -           | 30     | 8      | 10     | 12     | 26,67      |                        |
| mar.-giu. 2024      | Sassuolo         | A                | 12         | 2          | 4          | 6          | CI              | -               | -               | -               | -               | -                  | -                  | -                  | -                  | -                  | -           | -           | -           | -           | -           | 12     | 2      | 4      | 6      | 16,67      | Sub., 19º (retr.)      |
| Totale carriera     | Totale carriera  | Totale carriera  | 336        | 102        | 105        | 129        |                 | 24              | 9               | 3               | 12              |                    | 8                  | 3                  | 0                  | 5                  |             | 1           | 1           | 0           | 0           | 369    | 115    | 108    | 146    | 31,17      |                        |

## Palmarès

### Giocatore
- Campionato Primavera: 1

Cesena: 1981-1982

### Allenatore

#### Club
- Supercoppa italiana: 1

Lazio: 2009

#### Individuale
- L'allenatore dei sogni: 1

2018